# Garcie Peaks
Garcie Peaks är en bergstopp i Antarktis. Den ligger i Västantarktis. Argentina, Chile och Storbritannien gör anspråk på området. Toppen på Garcie Peaks är 960 meter över havet.
Terrängen runt Garcie Peaks är varierad. Trakten är obefolkad. Det finns inga samhällen i närheten.